# Рубежное (Винницкая область)
Рубежное (укр. Рубіжне) — село на Украине, находится в Немировском районе Винницкой области.
Код КОАТУУ — 0523089202. Население по переписи 2001 года составляет 85 человек. Почтовый индекс — 22863. Телефонный код — 4331.
Занимает площадь 0,58 км².

## Адрес местного совета
22863, Винницкая область, Немировский р-н, с. Юрковцы